# Villa Fallet
Villa Fallet es una casa situada en La Chaux-de-Fonds, Suiza, diseñado por el arquitecto Le Corbusier. Fue su primer encargo como arquitecto a la edad de 18 años. Fue terminada en 1905. Es reconocida como un edificio de importancia cultural en Suiza.

## Diseño y construcción
La casa es un chalé con un gran techo. Su diseño se corresponde al estilo temprano de Le Corbusier.